# Otto Stahr
Otto Wilhelm Rudolph Stahr (* 26. Januar 1846 in Stettin; † 19. Oktober 1897 Hamburg) war ein deutscher Architekt und Baumeister.

## Leben
Stahr war von 1892 bis zu seinem Tod 1897 Direktor der Großherzoglichen Baugewerkenschule Weimar. Das Amt führte Stahr im Nebenamt aus. Ein Baumeister Otto Stahr aus Stettin hatte 1870 die Baumeisterprüfung bestanden. Stahr war großherzoglicher Oberbaurat in Weimar. In diesem Amt war er Nachfolger von Franz Wilhelm Julius Bormann. Stahr war Amtsgehilfe seit 1878 unter Carl Heinrich Ferdinand Streichhan gewesen.